# Luiz Augusto Crispim
Luiz Augusto da Franca Crispim,  (João Pessoa, 23 de agosto de 1945 - 6 de dezembro de 2008) era um advogado e jornalista paraibano.  
Foi considerado por muitos, um dos luminares do seu tempo. Apaixonado pelas letras e entusiasta da cultura em todas as suas manifestações, foi através de seus escritos em prosas e versos que teve reconhecimento regional e nacional. Exerceu diversos cargos públicos ao longo de toda a vida. 
Filho de Napoleão Crispim e Maria Tereza da Franca Crispim, era casado com Adília Espínola da Franca Crispim, com quem teve dois filhos, Teresa Elizabeth e Luiz Augusto Filho. Graduou-se em Direito pela Universidade Federal da Paraíba e era mestre em Ciências Jurídicas e Sociais.
Foi editor e/ou redator de vários diários paraibanos. Escrevia coluna semanal no Jornal Correio da Paraíba até pouco antes de seu falecimento.
Entre os cargos públicos, foi Diretor Presidente da PBTUR, Secretário de Comunicação, Procurador Geral do Estado, Procurador Geral do Município de João Pessoa, Professor-Titular no Curso de Direito da Universidade Federal da Paraíba, além de Chefe da Casa Civil do Governador da Paraíba.
A redação do jornal A União, leva o seu nome. Luiz Augusto Crispim foi diretor d'A União. Fundado em 2 de fevereiro de 1893 o jornal pertence ao Governo da Paraíba e é um dos quatro diários mais antigos em circulação na América Latina. 
Em 2009 a Prefeitura da capital paraibana, João Pessoa, inaugurou a Escola Municipal Luiz Augusto Crispim, no bairro dos Ipês.